# Ixora chinensis

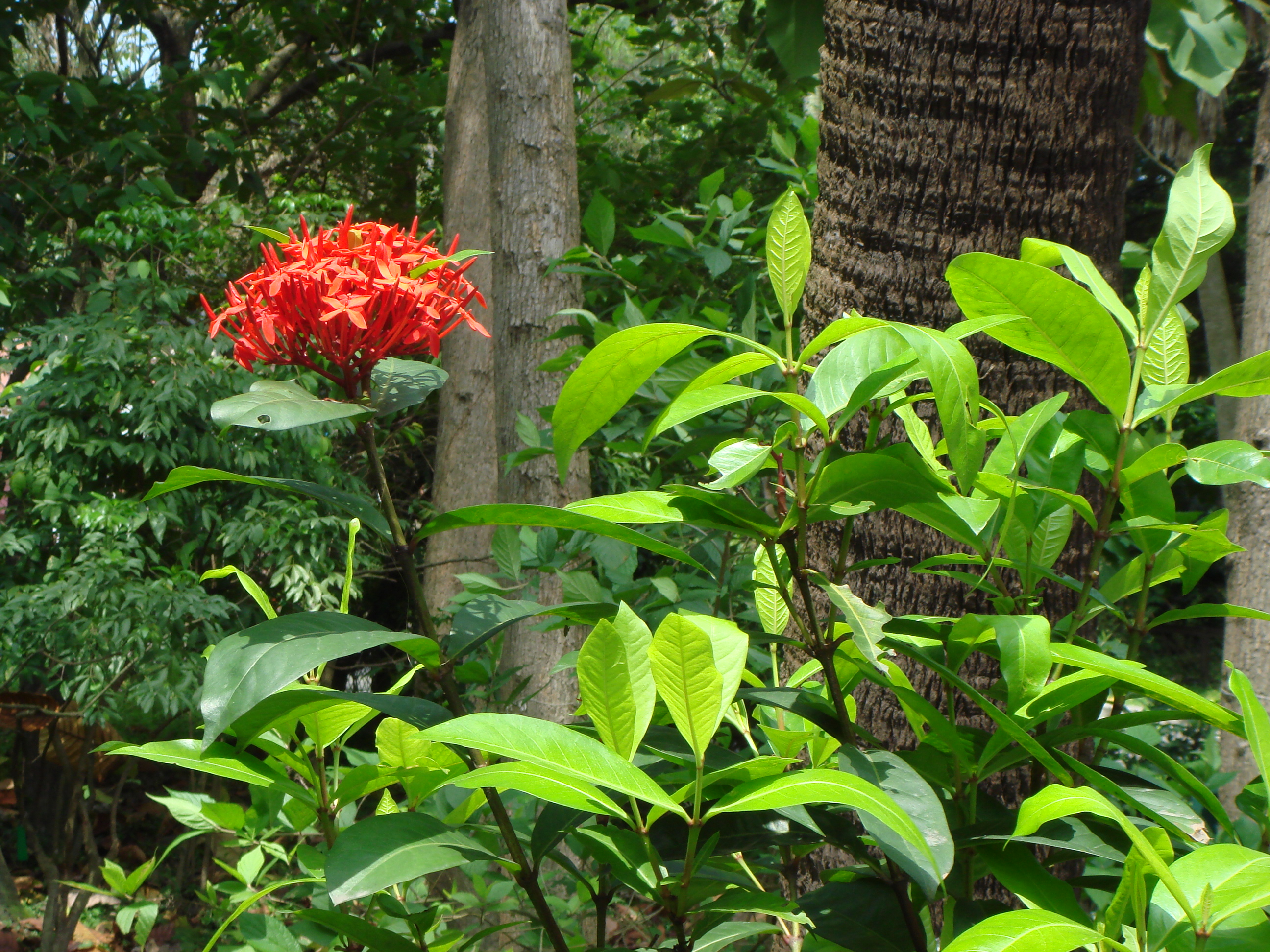
Uma imagem da Ixora chinensis, no jardim botânico de Taipei.

Ixora chinensis, comumente conhecida como ixora chinesa ou alfinete-gigante, é uma espécie de arbusto pertencente à família Rubiaceae, do gênero Ixora.